# 北美鯧鰺
北美鯧鰺（学名：Trachinotus carolinus），為輻鰭魚綱鱸形目鱸亞目鰺科鯧鰺屬下的一個種，分布於西大西洋美國麻州、西印度群島至巴西海域，深度1-70公尺，本魚粗短呈菱形狀且側扁，吻圓鈍，口具絨毛狀齒，背部藍綠色，身體銀色，腹部銀白色，魚鰭黃色，體長可達64公分，體重可達3.8公斤，壽命約3-4年，成魚棲息在沿海海灣及河口，稚魚則出現在沙底質的激浪區，通常成群活動，屬肉食性，以甲殼類、軟體動物等為食，可做為食用魚、觀賞魚及遊釣魚。

## 扩展阅读
- 維基物種上的相關：北美鯧鰺